# Neolasioptera cruttwellae
Neolasioptera cruttwellae är en tvåvingeart som beskrevs av Gagne 1977. Neolasioptera cruttwellae ingår i släktet Neolasioptera och familjen gallmyggor. Inga underarter finns listade i Catalogue of Life.